# CHBM-FM
CHBM-FM, plus connu sous le nom de Boom 97.3, est une station de radio diffusant sur la ville de Toronto, en Ontario lancée le 24 mai 1987 et appartenant au Groupe Stingray. Comme la plupart des radios de la ville de Toronto, elle émet depuis la tour CN avec un PAR de 28 900 watts.

## Histoire
La station a été lancée sous les lettres d'appel CJEZ-FM par Redmond Broadcasting. Elle a été vendue en février 1995 à Telemedia, qui a été acquise par Standard Radio en 2002. Astral Media a acquis Standard Radio en octobre 2007. En décembre 2009, la station diffuse de la musique de Noël en continu et devient Boom 97.3, le 26 décembre, changeant ses lettres d'appel pour CHBM-FM.
En mars 2013, Bell Media achète Astral Média, mais doit se départir de quelques stations. CHBM-FM est vendu à Newcap Radio, transaction été approuvée par le CRTC en mars 2014. Finalement, le Groupe Stingray achète Newcap en octobre 2018.